# III viaggio apostolico di Benedetto XVI
Il III viaggio apostolico di Benedetto XVI si è tenuto in Spagna l'8 e il 9 luglio 2006 per il V Incontro mondiale delle famiglie.
Il Santo Padre ha visitato la sola città di Valencia, celebrato una messa e partecipato ad altre tre celebrazioni.

## Svolgimento

### 8 luglio
Nella mattina dell'8 luglio Papa Benedetto XVI è partito dall'aeroporto di Fiumicino per Valencia. Subito dopo l'arrivo in terra spagnola si è tenuta la Cerimonia di benvenuto. Successivamente il Papa si è recato in visita alla Cattedrale e alla basilica della Vergine degli Abbandonati ed ha recitato l'Angelus Domini nella Plaza de la Virgen dalla quale, subito dopo la preghiera, si è spostato a piedi verso il Palazzo Arcivescovile.
Nel pomeriggio il Papa si è recato in visita di cortesia ai Reali di Spagna nel palazzo della Generalitat Valenciana, poi ha incontrato il Presidente del Governo di Spagna nel Palazzo Arcivescovile. In serata si è tenuto l'incontro festivo e testimoniale per la conclusione del V Incontro mondiale delle famiglie nella Città delle Arti e delle Scienze di Valencia.

### 9 luglio
Di prima mattina il Papa si è congedato dal Palazzo Arcivescovile e in seguito si è recato nella Città delle Arti e delle Scienze per celebrare la Santa Messa; dopo si è tenuta la recita dell'Angelus. Dopo la Santa Messa si è tenuta la cerimonia di congedo e la partenza per Roma.